# Lesley Hunt
Lesley Hunt (* 29. Mai 1950 in Perth) ist eine ehemalige australische Tennisspielerin.

## Karriere
In ihrer Tenniskarriere gewann Hunt einen Doppeltitel auf der WTA Tour und am 29. Dezember 1970 mit der australischen Mannschaft den Federation Cup 1971 durch einen 3:0-Endspielsieg über Großbritannien.
1971 stand sie an der Seite von Joy Emerson im Doppelfinale der Australian Open; sie verloren gegen die Paarung Margaret Court/Evonne Goolagong mit 0:6 und 0:6. Im Doppel erreichte sie drei weitere Male das Halbfinale eines Grand-Slam-Turniers: 1971 bei den French Open sowie 1972 und 1974 bei den US Open. Darüber hinaus gelang ihr auch im Mixed zweimal der Einzug in ein Halbfinale, und zwar 1972 und 1976 bei den US Open.

## Turniersiege

### Doppel
| Nr. | Datum             | Turnier      | Kategorie          | Belag | Partnerin    | Finalgegnerinnen               | Ergebnis |
| --- | ----------------- | ------------ | ------------------ | ----- | ------------ | ------------------------------ | -------- |
| 1.  | 26. November 1978 | Christchurch | WTA Colgate Series | Rasen | Sharon Walsh | Katja Ebbinghaus Sylvia Hanika | 6:1, 7:5 |